# Porteur polyvalent terrestre
Pour les articles homonymes, voir PPT.
Le porteur polyvalent terrestre (ou PPT) est un camion militaire produit par le constructeur italien Iveco en partenariat avec Lohr Industrie pour l'armée française.

## Histoire

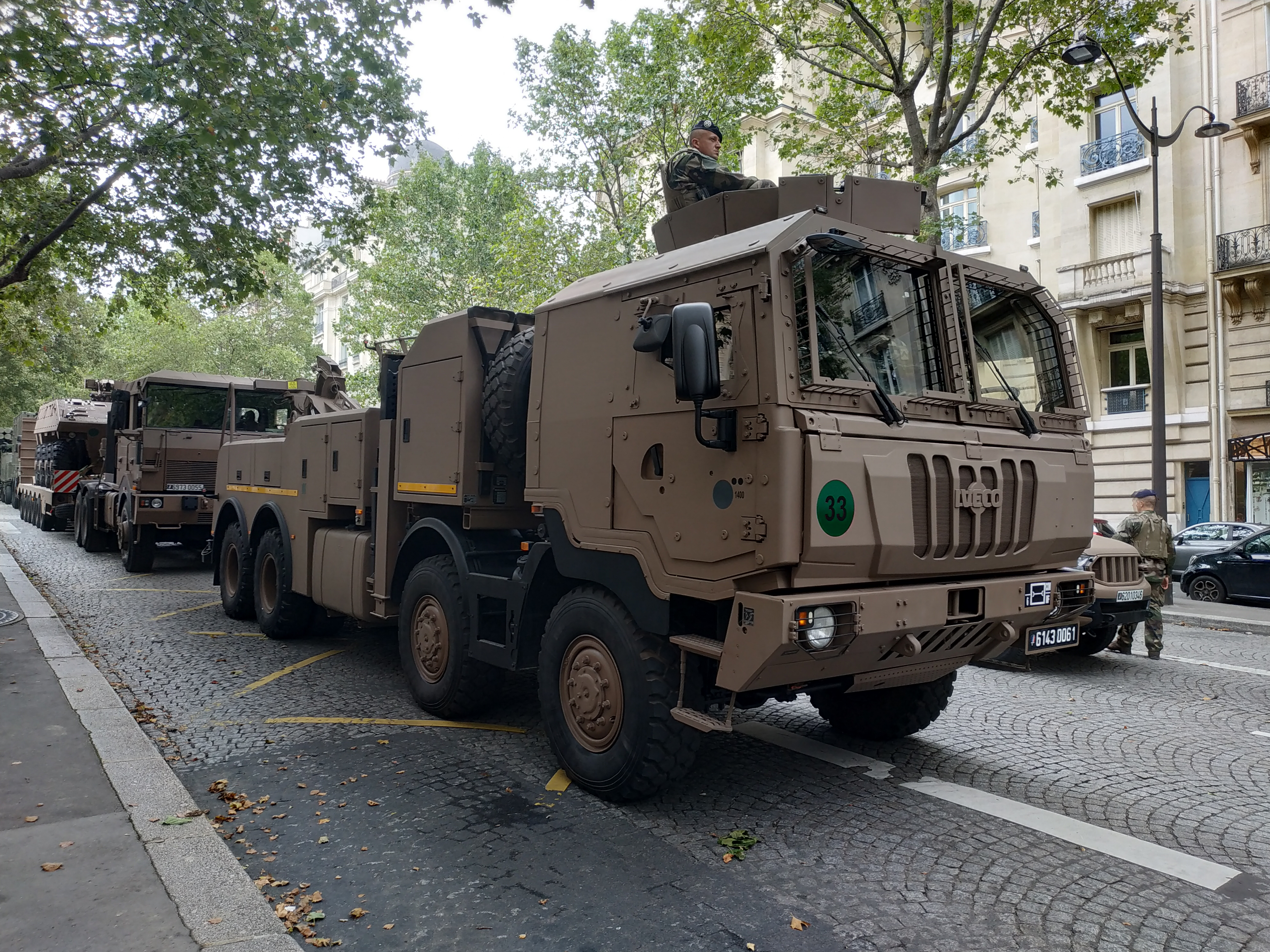
PPT en version dépanneuse aux nouvelles couleurs de l'armée en 2021

La direction générale de l'Armement passe commande en 2010 auprès d'IVECO et Soframe (filiale du groupe Lohr) de 200 camions, destinés à remplacer les véhicules vieillissants de l'armée française, dans le cadre d'un objectif initial d'une flotte de 2 400 engins révisé avant la loi de programmation militaire 2014-2019 à 1 800. Si en 2013, on prévoyait 450 livraisons d'ici 2019, en 2015, on annonce 900 livraisons d'ici cette date.
Le coût total de ce programme annoncé fin 2013 - avant prise en compte de la LPM - est de 821 millions d'euros. Le coût unitaire moyen est de 360 000 € pour les versions de transport logistique.
Le châssis IVECO est, en 2013, utilisé en Italie, en Espagne et en Belgique à plus de trois mille unités. Le moteur est fabriqué par Fiat Powertrain Technologies à Bourbon-Lancy. 
Le premier véhicule est livré fin juin 2013 et six exemplaires sont envoyés au Mali en septembre de la même année dans le cadre de l'opération Serval. Le 100e PPT est livré le 20 novembre 2014, et la livraison de cette première commande (200 ex) est achevée en juin 2015. 
En février 2014, la DGA commande 250 véhicules supplémentaires, portant le total commandé à 450 exemplaires. Elle sera complétée avant la fin de l’année 2015 par une commande de 450 véhicules identiques. Ces 700 véhicules seront livrés de 2016 à 2018 dont 285 PP-LOG livrés en 2016.
Le nombre de véhicules en service est de 199 au 31 décembre 2016 avec un taux de disponibilité de 65 %, au 31 décembre 2016, leur nombre est de 352, leur taux de disponibilité est de 62 % et leur coût unitaire du  maintien en condition opérationnelle en 2016 est de 7 161 euros.

## Versions
Quatre versions de ce véhicule à quatre essieux existent :
- PPLOG : porteur polyvalent logistique équipé de système de chargement ;
- PPLD : porteur polyvalent lourd de dépannage (50 exemplaires commandés)[13].
- PPAV : porteur polyvalent de l’avant (n'est pas en service dans l'Armée Française);
- PPBG : porteur polyvalent benne du génie (n'est pas en service dans l'Armée Française);

Les 200 premiers exemplaires ont été commandés avec une cabine blindée, cette cabine étant interchangeable, elle peut être installée sur un PPT livré ultérieurement.
Les nouveaux porteurs polyvalents logistiques (PPLOG) existent en deux versions : sans dispositif de protection (NP) ou avec dispositif de protection (DP). L'attelage d'une Remorque logistique (RLOG) permet d'augmenter sa capacité opérationnelle de transport.
Les PPLD n'existent qu'en version DP.
Ces camions ont été développés sur la base des camions Iveco M320.45M (châssis 8x8),.

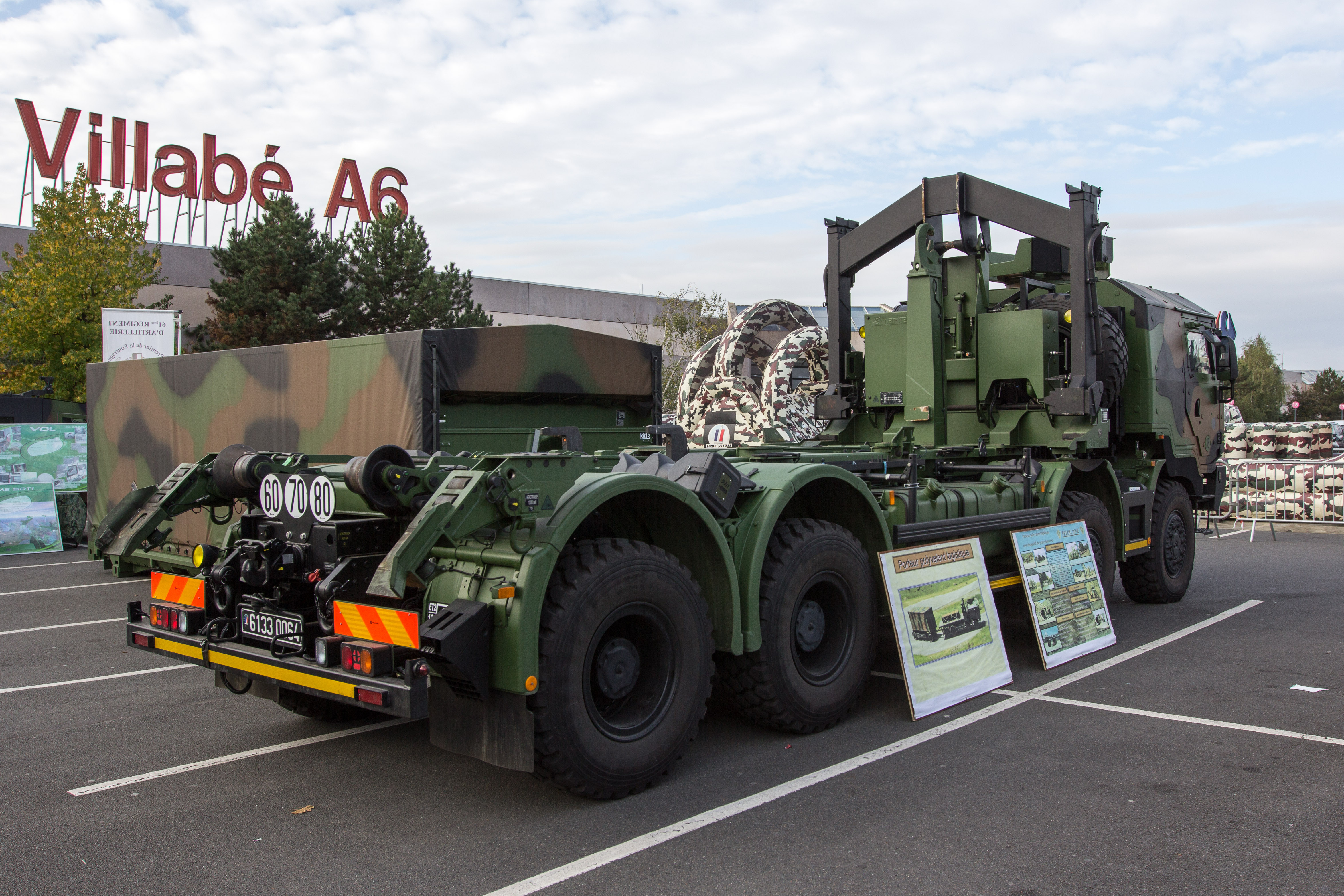
Un PPLOG DP-R et son conteneur au sol.

|                             | PPLOG DP                       | PPLOG DP-R                     |
| --------------------------- | ------------------------------ | ------------------------------ |
| Caractéristiques techniques |                                |                                |
| Autonomie                   | 1 000 km                       | 800 km                         |
| Vitesse max.                | 90 km/h                        | 90 km/h                        |
| Moteur                      | 12 882 cm3                     | 12 882 cm3                     |
| Puissance                   | 450 ch ; 330 kW à 1 900 tr/min | 450 ch ; 330 kW à 1 900 tr/min |
| Dimensions                  |                                |                                |
| Longueur                    | 9,64 m                         | 18,64 m                        |
| Largeur                     | 2,55 m                         | 2,55 m                         |
| Hauteur                     | 3,67 m                         | 3,67 m                         |
| Rayon de braquage           | 11,78 m                        | 11,78 m                        |
| PTAC                        | 32 t                           | 32 t                           |
| PTRA                        | 120 t                          | 120 t                          |
| Équipments et protection    |                                |                                |
| Protection                  | mine et balistique             | mine et balistique             |
| Brouilleur                  | BP 485 RSK                     | BP 485 RSK                     |
| Bras de chargement          | hydraulique                    | hydraulique                    |